# Papa Massé Fall
Papa Massé Mbaye Fall (Dakar, 11 de dezembro de 1985) é um futebolista profissional senegalês naturalizado guineense (Guiné-Bissau), que atua como guarda-redes.

## Carreira
Papa Massé Fall representou o elenco da Seleção Guineense de Futebol na Campeonato Africano das Nações de 2017.